# Michelle Lukes
Michelle Lukes (Londra, 24 febbraio 1984) è un'attrice e doppiatrice britannica.

## Biografia
Fin dall'infanzia mostrò una spiccata vena artistica. Laureatasi in arte drammatica a Bristol nel 2007, vincitrice del premio Newton Blick come attrice più versatile, ha cominciato a recitare tanto in serie televisive tanto in spettacoli teatrali. Nel 2004, mentre era ancora una studentessa, appare in un cameo nel film Alexander, interpretando una danzatrice afghana. In principio ha fatto solo piccole apparizioni, finché nel 2011 non viene scritturata per una parte nella serie Strike Back, ruolo ricoperto in ben 34 episodi.
Nota per aver interpretato il sergente Julia Richmond nella Serie Strike Back, dalla seconda alla quinta stagione (in principio semplice analista, dalla terza stagione agente operativo dei servizi segreti britannici). Ha inoltre interpretato il ruolo di Lisa Torres nella serie della BBC Doctors.
Nel 2015 presta le sue fattezze per il personaggio di Kelly nel videogioco Halo 5: Guardians, personaggio doppiato dall'attrice nella versione inglese.
Ha una casa a Londra ma lavora tra il Regno Unito e gli Stati Uniti. Oltre alla recitazione sa suonare il pianoforte ed è una ballerina.
Nel 2017 le viene assegnato il premio Maverick all'Action on Film International Film Festival .

## Filmografia
- Alexander, regia di Oliver Stone (2004)
- National Theatre Live: Nation, regia di Melly Still (2010)
- The Lost Legion, regia di Petr Kubik, David Kocar e Peters Qubic (2014)
- A Christmas in New York, regia di Nathan Ives (2016)
- Go Back to China, regia di Emily Ting (2019)

### Televisione
- Strike Back - serie TV, 36 episodi (2010-2015)
- Doctors - serie TV, 29 episodi (2009-2011)

## Doppiaggio
- Halo 5 Guardians (2015)
- Leviathan (2025)